# ديفيد إل. كروفورد
ديفيد إل. كروفورد (بالإنجليزية: Dave Crawford)‏ هو مدرب كرة سلة أمريكي، ولد في 7 مارس 1889 في ارموسييو سونورا في المكسيك، وتوفي في 18 يناير 1974 في مورستاون ‏ في الولايات المتحدة بسبب مرض باركنسون.